# Liste des joueurs des Nordiques de Québec (LNH)
Pour liste des joueurs de la franchise du temps de la AMH, voir Liste des joueurs des Nordiques de Québec (AMH).
Cette liste contient tous les joueurs de hockey sur glace ayant joué au moins un match sous le maillot des Nordiques de Québec, franchise de la Ligue nationale de hockey qui depuis la saison 1995-1996 joue à Denver aux États-Unis sous le nom de l'Avalanche du Colorado.
Cette liste regroupe les joueurs depuis la première saison des Nordiques (1979-1980) à leur dernière saison (1994-1995). Les joueurs sont classés par ordre alphabétique. Pour les joueurs, les buts, passes décisives, points et minutes de pénalité sont notées tandis que pour les gardiens de but, les buts sont remplacés par le nombre de blanchissages. Les nombres de matchs indiqués comptabilisent les matchs des saisons régulières et des éventuelles séries éliminatoires. Enfin, la dernière colonne indique le statut du joueur (retraité, encore en activité sur la glace ou encore en activité derrière le banc d'une équipe).
Les statistiques citées ici ne concernent que les matchs joués sous le maillot des Nordiques.
- Haut – A
- B
- C
- D
- E
- F
- G
- H
- I
- J
- K
- L
- M
- N
- O
- P
- Q
- R
- S
- T
- U
- V
- W
- X
- Y
- Z

## A
| Joueur           | Nationalité | Poste | Saisons jouées | PJ  | B / Bl | A  | Pts | Pun | Statut               |
| ---------------- | ----------- | ----- | -------------- | --- | ------ | -- | --- | --- | -------------------- |
| Greg Adams       | Canada      | A     | 1989-1990      | 7   | 1      | 3  | 4   | 17  | Retraité depuis 1990 |
| Tommy Albelin    | Suède       | D     | 1987 - 1989    | 74  | 5      | 27 | 32  | 74  | Retraité depuis 2006 |
| John Anderson    | Canada      | AG    | 1985-1986      | 65  | 21     | 28 | 49  | 26  | Retraité depuis 1994 |
| Shawn Anderson   | Canada      | D     | 1990-1991      | 31  | 3      | 10 | 13  | 21  | Retraité depuis 2004 |
| Niklas Andersson | Suède       | AG    | 1992-1993      | 3   | 0      | 1  | 1   | 2   | Retraité depuis 2011 |
| Peter Andersson  | Suède       | D     | 1985-1986      | 14  | 1      | 9  | 10  | 4   | Retraité depuis 1995 |
| Brent Ashton     | Canada      | A     | 1984 - 1987    | 193 | 86     | 80 | 166 | 141 | Retraité depuis 1994 |
| Pierre Aubry     | Canada      | A     | 1980 - 1984    | 180 | 19     | 24 | 43  | 122 | Retraité depuis 1998 |

## B
| Joueur           | Nationalité | Poste | Saisons jouées | PJ  | B / Bl | A   | Pts | Pun | Statut               |
| ---------------- | ----------- | ----- | -------------- | --- | ------ | --- | --- | --- | -------------------- |
| Wayne Babych     | Canada      | AD    | 1985-1986      | 15  | 6      | 5   | 11  | 18  | Retraité depuis 1987 |
| Joel Baillargeon | Canada      | AG    | 1988-1989      | 5   | 0      | 0   | 0   | 4   | Retraité depuis 1997 |
| Jamie Baker      | Canada      | C     | 1989 - 1992    | 71  | 9      | 10  | 19  | 40  | Retraité depuis 1999 |
| Don Barber       | Canada      | AD    | 1991-1992      | 2   | 0      | 0   | 0   | 0   | Retraité depuis 1993 |
| Bob Bassen       | Canada      | C     | 1993 - 1995    | 89  | 25     | 27  | 52  | 88  | Retraité depuis 2000 |
| Paul Baxter      | Canada      | D     | 1979-1980      | 61  | 7      | 13  | 20  | 145 | Retraité depuis 1987 |
| Bruce Bell       | Canada      | D     | 1984-1985      | 91  | 8      | 33  | 41  | 65  | Retraité depuis 1998 |
| Bo Berglund      | Suède       | A     | 1983 - 1985    | 94  | 22     | 28  | 50  | 30  | Retraité depuis 1990 |
| Serge Bernier    | Canada      | AD    | 1979 - 1981    | 79  | 10     | 22  | 32  | 49  | Retraité depuis 1981 |
| Gilles Bilodeau  | Canada      | AG    | 1979-1980      | 9   | 0      | 1   | 1   | 25  | Mort en 2008         |
| Michel Bolduc    | Canada      | D     | 1981 - 1983    | 10  | 0      | 0   | 0   | 6   | Retraité depuis 1986 |
| Daniel Bouchard  | Canada      | G     | 1980 - 1985    | 255 | 6      | 13  | 13  | 107 | Retraité depuis 1986 |
| Curt Brackenbury | Canada      | AG    | 1979-1980      | 63  | 6      | 8   | 14  | 55  | Retraité depuis 1983 |
| Aaron Broten     | États-Unis  | A     | 1990-1991      | 20  | 5      | 4   | 9   | 6   | Retraité depuis 1992 |
| Jeff Brown       | Canada      | D     | 1985 - 1990    | 251 | 56     | 120 | 176 | 168 | Retraité depuis 1998 |
| Mario Brunetta   | Italie      | G     | 1987 - 1990    | 40  | 0      | 0   | 0   | 16  | Retraité depuis 2002 |
| Garth Butcher    | Canada      | D     | 1993-1994      | 34  | 3      | 9   | 12  | 67  | Retraité depuis 1995 |

## C
| Joueur               | Nationalité | Poste | Saisons jouées | PJ  | B / Bl | A   | Pts | Pun | Statut               |
| -------------------- | ----------- | ----- | -------------- | --- | ------ | --- | --- | --- | -------------------- |
| Terry Carkner        | Canada      | D     | 1987-1988      | 63  | 3      | 24  | 27  | 159 | Retraité depuis 1999 |
| Gino Cavallini       | Canada      | AG    | 1991 - 1993    | 89  | 10     | 22  | 32  | 38  | Retraité depuis 2001 |
| Stéphane Charbonneau | Canada      | AD    | 1991-1992      | 2   | 0      | 0   | 0   | 0   | Retraité depuis 1997 |
| Ron Chipperfield     | Canada      | C     | 1979 - 1981    | 16  | 4      | 5   | 9   | 10  | Retraité depuis 1985 |
| Joe Cirella          | Canada      | D     | 1989 - 1991    | 95  | 6      | 24  | 30  | 126 | Retraité depuis 1997 |
| Kim Clackson         | Canada      | D     | 1980-1981      | 66  | 0      | 5   | 5   | 237 | Retraité depuis 1981 |
| Wendel Clark         | Canada      | AG    | 1994-1995      | 43  | 13     | 20  | 33  | 51  | Retraité depuis 2000 |
| Jacques Cloutier     | Canada      | G     | 1990 - 1994    | 58  | 0      | 0   | 0   | 12  | Retraité depuis 1994 |
| Réal Cloutier        | Canada      | A     | 1979 - 1983    | 259 | 129    | 167 | 296 | 114 | Retraité depuis 1985 |
| Roland Cloutier      | Canada      | C     | 1979-1980      | 14  | 2      | 3   | 5   | 0   | Retraité depuis 1988 |
| René Corbet          | Canada      | AG    | 1993 - 1995    | 19  | 1      | 5   | 6   | 2   | Retraité depuis 2011 |
| Alain Côté           | Canada      | AG    | 1979 - 1989    | 763 | 112    | 205 | 317 | 427 | Retraité depuis 1989 |
| Alain Côté           | Canada      | D     | 1993-1994      | 6   | 0      | 0   | 0   | 4   | Retraité depuis 2006 |

## D
| Joueur          | Nationalité | Poste | Saisons jouées | PJ  | B / Bl | A  | Pts | Pun | Statut               |
| --------------- | ----------- | ----- | -------------- | --- | ------ | -- | --- | --- | -------------------- |
| Richard David   | Canada      | AG    | 1979 - 1983    | 32  | 4      | 4  | 8   | 10  | Retraité depuis 1984 |
| Adam Deadmarsh  | États-Unis  | AD    | 1994-1995      | 54  | 9      | 9  | 18  | 56  | Retraité depuis 2003 |
| Lucien Deblois  | Canada      | A     | 1989 - 1991    | 84  | 11     | 10 | 21  | 58  | Retraité depuis 1992 |
| Gilbert Delorme | Canada      | D     | 1985 - 1987    | 85  | 4      | 18 | 22  | 70  | Retraité depuis 1995 |
| Bill Derlago    | Canada      | C     | 1986-1987      | 18  | 3      | 5  | 8   | 6   | Retraité depuis 1987 |
| Michel Dion     | Canada      | G     | 1979 - 1981    | 62  | 2      | 1  | 1   | 8   | Retraité depuis 1985 |
| Jim Dobson      | Canada      | A     | 1983-1984      | 1   | 0      | 0  | 0   | 0   | Retraité depuis 1986 |
| Bobby Dollas    | Canada      | D     | 1987 - 1989    | 25  | 0      | 3  | 3   | 18  | Retraité depuis 2006 |
| Gordon Donnelly | Canada      | D     | 1983 - 1989    | 227 | 10     | 12 | 22  | 721 | Retraité depuis 2000 |
| André Doré      | Canada      | D     | 1983-1984      | 34  | 1      | 16 | 17  | 33  | Retraité depuis 1986 |
| Daniel Doré     | Canada      | AD    | 1989 - 1991    | 17  | 2      | 3  | 5   | 59  | Retraité depuis 1994 |
| Mario Doyon     | Canada      | D     | 1989 - 1991    | 21  | 2      | 3  | 5   | 10  | Retraité depuis 2005 |
| Gaétan Duchesne | Canada      | AG    | 1987 - 1989    | 150 | 32     | 44 | 76  | 149 | Mort en 2007         |
| Steve Duchesne  | Canada      | D     | 1992-1993      | 88  | 20     | 67 | 87  | 63  | Retraité depuis 2002 |
| Luc Dufour      | Canada      | C     | 1984-1985      | 30  | 2      | 3  | 5   | 27  | Retraité depuis 1986 |
| André Dupont    | Canada      | D     | 1980 - 1983    | 190 | 12     | 35 | 47  | 288 | Retraité depuis 1983 |

## E
| Joueur           | Nationalité | Poste | Saisons jouées | PJ  | B / Bl | A  | Pts | Pun | Statut               |
| ---------------- | ----------- | ----- | -------------- | --- | ------ | -- | --- | --- | -------------------- |
| Mike Eagles      | Canada      | AG    | 1982 - 1988    | 231 | 35     | 41 | 76  | 192 | Retraité depuis 2000 |
| Anders Eldebrink | Suède       | D     | 1982-1983      | 13  | 1      | 2  | 3   | 8   | Retraité depuis 1998 |
| Len Esau         | Canada      | D     | 1992-1993      | 4   | 0      | 1  | 1   | 2   | Retraité depuis 2001 |

## F
| Joueur          | Nationalité        | Poste | Saisons jouées | PJ  | B / Bl | A  | Pts | Pun  | Statut               |
| --------------- | ------------------ | ----- | -------------- | --- | ------ | -- | --- | ---- | -------------------- |
| Dave Farrish    | Canada             | D     | 1979-1980      | 4   | 0      | 0  | 0   | 0    | Retraité depuis 1990 |
| Steven Finn     | Canada             | D     | 1985 - 1995    | 628 | 29     | 77 | 106 | 1543 | Retraité depuis 1998 |
| Stéphane Fiset  | Canada             | G     | 1989 - 1995    | 156 | 5      | 8  | 8   | 18   | Retraité depuis 2002 |
| Bob Fitchner    | Canada             | C     | 1979 - 1981    | 75  | 12     | 20 | 32  | 69   | Retraité depuis 1981 |
| Bryan Fogarty   | Canada             | D     | 1989 - 1992    | 110 | 16     | 44 | 60  | 71   | Mort en 2002         |
| Adam Foote      | Canada             | D     | 1991 - 1995    | 219 | 8      | 32 | 40  | 347  | Retraité depuis 2011 |
| Brian Ford      | Canada             | G     | 1983-1984      | 3   | 0      | 0  | 0   | 0    | Retraité depuis 1991 |
| Peter Forsberg  | Suède              | C     | 1994-1995      | 53  | 17     | 59 | 56  | 20   | Retraité depuis 2011 |
| Marc Fortier    | Canada             | C     | 1987 - 1992    | 196 | 42     | 59 | 101 | 124  | Retraité depuis 2005 |
| Iain Fraser     | Canada             | C     | 1993-1994      | 60  | 17     | 20 | 37  | 23   | Retraité depuis 2007 |
| Miroslav Fryčer | République tchèque | AD    | 1981-1982      | 49  | 20     | 17 | 37  | 47   | Retraité depuis 1992 |
| Robbie Ftorek   | États-Unis         | A     | 1979 - 1982    | 154 | 44     | 92 | 136 | 153  | Retraité depuis 1986 |

## G
| Joueur            | Nationalité | Poste | Saisons jouées | PJ  | B / Bl | A   | Pts  | Pun  | Statut                |
| ----------------- | ----------- | ----- | -------------- | --- | ------ | --- | ---- | ---- | --------------------- |
| John Garrett      | Canada      | G     | 1981 - 1983    | 34  | 0      | 1   | 1    | 2    | Retraité depuis 1986  |
| Jean-Marc Gaulin  | Canada      | AD    | 1982 - 1986    | 27  | 4      | 3   | 7    | 8    | Retraité depuis 1996  |
| Martin Gélinas    | Canada      | AG    | 1993-1994      | 31  | 6      | 6   | 12   | 8    | Retraité depuis 20099 |
| Jere Gillis       | États-Unis  | A     | 1981-1982      | 12  | 2      | 1   | 3    | 0    | Retraité depuis 1997  |
| Paul Gillis       | Canada      | C     | 1982 - 1991    | 611 | 90     | 159 | 249  | 1505 | Retraité depuis 1993  |
| Scott Gordon      | États-Unis  | G     | 1989 - 1991    | 23  | 0      | 0   | 0    | 0    | Retraité depuis 1994  |
| Mario Gosselin    | Canada      | G     | 1983 - 1989    | 222 | 6      | 10  | 10   | 44   | Retraité depuis 1994  |
| Michel Goulet     | Canada      | AG    | 1979 - 1990    | 879 | 490    | 519 | 1009 | 711  | Retraité depuis 1994  |
| Ron Grahame       | Canada      | G     | 1980-1981      | 8   | 0      | 0   | 0    | 2    | Retraité depuis 1981  |
| Jari Grönstrand   | Finlande    | D     | 1988 - 1990    | 32  | 1      | 4   | 5    | 16   | Retraité depuis 1999  |
| Wayne Groulx      | Canada      | C     | 1984-1985      | 1   | 0      | 0   | 0    | 0    | Retraité depuis 1995  |
| Stéphane Guérard  | Canada      | D     | 1987 - 1990    | 34  | 0      | 0   | 0    | 40   | Retraité depuis 1997  |
| Alekseï Goussarov | Russie      | D     | 1990 - 1995    | 278 | 22     | 72  | 94   | 135  | Retraité depuis 2001  |

## H
| Joueur         | Nationalité | Poste | Saisons jouées | PJ  | B / Bl | A   | Pts | Pun  | Statut                                                                                 |
| -------------- | ----------- | ----- | -------------- | --- | ------ | --- | --- | ---- | -------------------------------------------------------------------------------------- |
| Roger Hägglund | Suède       | D     | 1984-1985      | 3   | 0      | 0   | 0   | 0    | Retraité depuis 1991                                                                   |
| Jean Hamel     | Canada      | D     | 1981 - 1983    | 100 | 3      | 13  | 16  | 88   | Retraité depuis 1984                                                                   |
| Gerry Hart     | Canada      | D     | 1979 - 1981    | 77  | 3      | 23  | 26  | 69   | Retraité depuis 1983                                                                   |
| Alan Haworth   | Canada      | C     | 1987-1988      | 72  | 23     | 34  | 57  | 112  | Retraité depuis 1992                                                                   |
| Yves Héroux    | Canada      | AD    | 1986-1987      | 1   | 0      | 0   | 0   | 0    | Retraité depuis 2000                                                                   |
| Ron Hextall    | Canada      | G     | 1992-1993      | 60  | 0      | 2   | 2   | 56   | Retraité depuis 1999                                                                   |
| Pat Hickey     | Canada      | A     | 1981-1982      | 22  | 1      | 4   | 5   | 25   | Retraité depuis 1985                                                                   |
| Jamie Hislop   | Canada      | A     | 1979 - 1981    | 130 | 38     | 42  | 80  | 21   | Retraité depuis 1984                                                                   |
| Dale Hoganson  | Canada      | D     | 1979 - 1982    | 179 | 7      | 59  | 66  | 91   | Retraité depuis 1982                                                                   |
| Göran Högosta  | Suède       | G     | 1979-1980      | 21  | 1      | 0   | 0   | 0    | Retraité depuis 1987                                                                   |
| Dean Hopkins   | Canada      | AD    | 1988-1989      | 5   | 0      | 2   | 2   | 4    | Retraité depuis 1991                                                                   |
| Mike Hough     | Canada      | AD    | 1984 - 1993    | 380 | 68     | 101 | 169 | 489  | Retraité depuis 1999                                                                   |
| Tony Hrkac     | Canada      | C     | 1989 - 1991    | 92  | 20     | 40  | 60  | 18   | Retraité depuis 2005                                                                   |
| Bill Huard     | Canada      | AG    | 1994-1995      | 8   | 2      | 2   | 4   | 13   | Retraité depuis 2001                                                                   |
| Kerry Huffman  | Canada      | D     | 1992 - 1994    | 83  | 4      | 24  | 28  | 82   | Retraité depuis 1999                                                                   |
| Dale Hunter    | Canada      | C     | 1980 - 1987    | 590 | 156    | 344 | 500 | 1864 | Retraité depuis 1999 Knights de London (LHO) - Entraîneur-chef                         |
| Tim Hunter     | Canada      |       | 1992-1993      | 48  | 5      | 3   | 8   | 94   | Retraité depuis 1997 Maple Leafs de Toronto (LNH) - Assistant-entraîneur               |
| Mike Hurlbut   | États-Unis  | D     | 1993-1994      | 1   | 0      | 0   | 0   | 0    | Retraité depuis 2002 Saints de l'Université St. Lawrence (NCAA) - Assistant-entraîneur |

## J
| Joueur        | Nationalité | Poste | Saisons jouées | PJ  | B / Bl | A  | Pts | Pun | Statut                                                             |
| ------------- | ----------- | ----- | -------------- | --- | ------ | -- | --- | --- | ------------------------------------------------------------------ |
| Jeff Jackson  | Canada      | AG    | 1987 - 1991    | 176 | 24     | 37 | 61  | 206 | Retraité depuis 1992                                               |
| Iiro Järvi    | Finlande    | AD    | 1988 - 1990    | 116 | 18     | 43 | 61  | 58  | Retraité depuis 2000                                               |
| Terry Johnson | Canada      | D     | 1979 - 1983    | 27  | 0      | 2  | 2   | 55  | Retraité depuis 1988                                               |
| Claude Julien | Canada      | D     | 1984 - 1986    | 14  | 0      | 1  | 1   | 25  | Retraité depuis 1992 Canadiens de Montréal (LNH) - Entraîneur-chef |

## K
| Joueur           | Nationalité | Poste | Saisons jouées | PJ  | B / Bl | A  | Pts | Pun | Statut               |
| ---------------- | ----------- | ----- | -------------- | --- | ------ | -- | --- | --- | -------------------- |
| Valeri Kamenski  | Russie      | AG    | 1991 - 1995    | 179 | 61     | 94 | 155 | 98  | Retraité depuis 2005 |
| Kevin Kaminski   | Canada      | C     | 1989 - 1992    | 6   | 0      | 0  | 0   | 45  | Retraité depuis 2000 |
| Dave Karpa       | Canada      | D     | 1991 - 1995    | 81  | 5      | 13 | 18  | 175 | Retraité depuis 2006 |
| Darin Kimble     | Canada      | C     | 1988 - 1991    | 105 | 10     | 11 | 21  | 448 | Retraité depuis 2002 |
| Jon Klemm        | Canada      | D     | 1991 - 1995    | 15  | 1      | 1  | 2   | 6   | Retraité depuis 2009 |
| John Kordic      | Canada      | D     | 1991-1992      | 18  | 0      | 2  | 2   | 115 | Mort en 1992         |
| Andreï Kovalenko | Russie      | AD    | 1992 - 1995    | 194 | 58     | 69 | 127 | 138 | Retraité depuis 2008 |
| Uwe Krupp        | Allemagne   | D     | 1994-1995      | 49  | 6      | 19 | 25  | 22  | Retraité depuis 2003 |
| Stu Kulak        | Canada      | AD    | 1987-1988      | 14  | 1      | 1  | 2   | 28  | Retraité depuis 2000 |
| Mark Kumpel      | États-Unis  | A     | 1984 - 1987    | 149 | 23     | 31 | 54  | 63  | Retraité depuis 1993 |

## L
| Joueur            | Nationalité | Poste | Saisons jouées | PJ  | B / Bl | A  | Pts | Pun | Statut                                                                  |
| ----------------- | ----------- | ----- | -------------- | --- | ------ | -- | --- | --- | ----------------------------------------------------------------------- |
| François Lacombe  | Canada      | D     | 1979-1980      | 3   | 0      | 0  | 0   | 2   | Retraité depuis 1980                                                    |
| Pierre Lacroix    | Canada      | AG    | 1979 - 1983    | 226 | 18     | 84 | 102 | 189 | Retraité depuis 2000                                                    |
| Guy Lafleur       | Canada      | AD    | 1989 - 1991    | 98  | 24     | 38 | 62  | 6   | Retraité depuis 1991                                                    |
| Jason Lafreniere  | Canada      | C     | 1986 - 1988    | 108 | 24     | 39 | 63  | 14  | Retraité depuis 2005                                                    |
| Dan Lambert       | Canada      | D     | 1991 - 1992    | 29  | 6      | 9  | 15  | 22  | Retraité depuis 2009                                                    |
| Lane Lambert      | Canada      | AD    | 1986 - 1989    | 102 | 22     | 40 | 62  | 169 | Retraité depuis 2001 Admirals de Milwaukee (LAH) - Entraîneur-chef      |
| Claude Lapointe   | Canada      | C     | 1990 - 1995    | 264 | 42     | 77 | 119 | 315 | Retraité depuis 2008                                                    |
| Rick Lapointe     | Canada      | D     | 1982 - 1984    | 68  | 4      | 19 | 23  | 71  | Retraité depuis 1986                                                    |
| Garry Lariviere   | Canada      | D     | 1979 - 1981    | 127 | 5      | 32 | 37  | 106 | Retraité depuis 1986                                                    |
| David Latta       | Canada      | AG    | 1985 - 1991    | 36  | 4      | 8  | 12  | 4   | Retraité depuis 1998                                                    |
| Janne Laukkanen   | Finlande    | D     | 1994-1995      | 17  | 1      | 3  | 4   | 6   | Retraité depuis 2003                                                    |
| Brian Lawton      | États-Unis  | AG    | 1989-1990      | 14  | 5      | 6  | 11  | 10  | Retraité depuis 1993                                                    |
| Richard Leduc     | Canada      | C     | 1979 - 1981    | 97  | 24     | 34 | 58  | 55  | Retraité depuis 1981                                                    |
| Ed Lee            | États-Unis  | A     | 1984-1985      | 2   | 0      | 0  | 0   | 5   | Retraité depuis 1989                                                    |
| Sylvain Lefebvre  | Canada      | D     | 1994-1995      | 54  | 2      | 13 | 15  | 19  | Retraité depuis 2004                                                    |
| Barry Legge       | Canada      | D     | 1979-1980      | 31  | 0      | 3  | 3   | 18  | Retraité depuis 1982                                                    |
| Alain Lemieux     | Canada      | C     | 1984 - 1986    | 52  | 15     | 16 | 31  | 14  | Retraité depuis 1998                                                    |
| Curtis Leschyshyn | Canada      | D     | 1988 - 1995    | 443 | 31     | 89 | 120 | 362 | Retraité depuis 2004                                                    |
| Chris Lindberg    | Canada      | AG    | 1993-1994      | 37  | 6      | 8  | 14  | 12  | Retraité depuis 2004                                                    |
| Bill Lindsay      | Canada      | AG    | 1991 - 1993    | 67  | 6      | 13 | 19  | 30  | Retraité depuis 2007                                                    |
| Claude Loiselle   | Canada      | C     | 1989 - 1991    | 131 | 16     | 24 | 40  | 190 | Retraité depuis 1994                                                    |
| Peter Loob        | Suède       | D     | 1984-1985      | 8   | 1      | 2  | 3   | 0   | Retraité depuis 1992                                                    |
| Ron Low           | Canada      | G     | 1979-1980      | 15  | 0      | 2  | 2   | 0   | Retraité depuis 1986 Sénateurs d'Ottawa (LNH) - Entraîneur des gardiens |

## M
| Joueur           | Nationalité | Poste | Saisons jouées   | PJ  | B / Bl | A   | Pts | Pun  | Statut                                                                 |
| ---------------- | ----------- | ----- | ---------------- | --- | ------ | --- | --- | ---- | ---------------------------------------------------------------------- |
| Paul MacDermid   | Canada      | AD    | 1993-1994 - 1995 | 61  | 5      | 4   | 9   | 59   | Retraité depuis 1995                                                   |
| Jacques Mailhot  | Canada      | AD    | 1988-1989        | 5   | 0      | 0   | 0   | 33   | Retraité depuis 2000                                                   |
| Bruce Major      | Canada      | C     | 1990-1991        | 4   | 0      | 0   | 0   | 0    | Retraité depuis 1992                                                   |
| Clint Malarchuk  | Canada      | G     | 1981 - 1987      | 146 | 0      | 5   | 5   | 67   | Retraité depuis 1997                                                   |
| Greg Malone      | Canada      | C     | 1985 - 1987      | 35  | 3      | 6   | 9   | 18   | Retraité depuis 1987                                                   |
| Jimmy Mann       | Canada      | AD    | 1983 - 1986      | 100 | 1      | 8   | 9   | 326  | Retraité depuis 1989                                                   |
| Dave Marcinyshyn | Canada      | D     | 1991-1992        | 5   | 0      | 0   | 0   | 26   | Retraité depuis 1999                                                   |
| Mario Marois     | Canada      | D     | 1980 - 1990      | 448 | 40     | 177 | 217 | 846  | Retraité depuis 1993                                                   |
| Terry Martin     | Canada      | A     | 1979-1980        | 3   | 0      | 0   | 0   | 0    | Retraité depuis 1987                                                   |
| Bob Mason        | États-Unis  | G     | 1988-1989        | 22  | 0      | 1   | 1   | 2    | Retraité depuis 1995 Wild du Minnesota (LNH) - Entraîneur des gardiens |
| Brad Maxwell     | Canada      | D     | 1984-1985        | 68  | 9      | 33  | 42  | 154  | Retraité depuis 1987                                                   |
| Mike McKee       | Canada      | D     | 1993-1994        | 48  | 3      | 12  | 15  | 41   | Retraité depuis 1995                                                   |
| Tony McKegney    | Canada      | A     | 1983 - 1991      | 210 | 69     | 63  | 132 | 124  | Retraité depuis 1993                                                   |
| Mike McNeill     | États-Unis  | AG    | 1990 - 1992      | 40  | 3      | 9   | 12  | 12   | Retraité depuis 2000                                                   |
| Basil McRae      | Canada      | AG    | 1981 - 1987      | 97  | 18     | 10  | 28  | 410  | Retraité depuis 1997                                                   |
| Ken McRae        | Canada      | AD    | 1987 - 1992      | 126 | 13     | 20  | 33  | 326  | Retraité depuis 1998                                                   |
| Max Middendorf   | États-Unis  | C     | 1986 - 1990      | 10  | 1      | 4   | 5   | 4    | Retraité depuis 1998                                                   |
| Greg Millen      | Canada      | G     | 1989-1990        | 18  | 0      | 0   | 0   | 0    | Retraité depuis 1992                                                   |
| Aaron Miller     | États-Unis  | D     | 1993 - 1995      | 10  | 0      | 3   | 3   | 6    | Retraité depuis 2008                                                   |
| Kip Miller       | États-Unis  | C     | 1990 - 1992      | 49  | 9      | 13  | 22  | 19   | Retraité depuis 2007                                                   |
| Randy Moller     | Canada      | D     | 1981 - 1989      | 556 | 38     | 125 | 163 | 1142 | Retraité depuis 1995                                                   |
| Stéphane Morin   | Canada      | C     | 1989 - 1992      | 84  | 15     | 37  | 52  | 46   | Mort en 1998                                                           |
| Sergueï Mylnikov | Russie      | G     | 1989-1990        | 10  | 0      | 0   | 0   | 0    | Retraité depuis 1995                                                   |

## N
| Joueur        | Nationalité | Poste | Saisons jouées | PJ  | B / Bl | A   | Pts | Pun | Statut               |
| ------------- | ----------- | ----- | -------------- | --- | ------ | --- | --- | --- | -------------------- |
| Mike Natyshak | Canada      | A     | 1987-1988      | 4   | 0      | 0   | 0   | 0   | Retraité depuis 1989 |
| Owen Nolan    | Canada      | AD    | 1990 - 1995    | 270 | 116    | 106 | 222 | 539 | Retraité depuis 2011 |
| Dwayne Norris | Canada      | AD    | 1993 - 1995    | 17  | 2      | 3   | 5   | 6   | Retraité depuis 2007 |
| Lee Norwood   | États-Unis  | D     | 1980 - 1982    | 16  | 1      | 1   | 2   | 13  | Retraité depuis 1997 |

## O
| Joueur         | Nationalité | Poste | Saisons jouées | PJ | B / Bl | A  | Pts | Pun | Statut               |
| -------------- | ----------- | ----- | -------------- | -- | ------ | -- | --- | --- | -------------------- |
| John Ogrodnick | Canada      | A     | 1986-1987      | 45 | 20     | 20 | 40  | 10  | Retraité depuis 1993 |

## P
| Joueur           | Nationalité | Poste | Saisons jouées | PJ  | B / Bl | A   | Pts | Pun | Statut               |
| ---------------- | ----------- | ----- | -------------- | --- | ------ | --- | --- | --- | -------------------- |
| John Paddock     | Canada      | A     | 1980-1981      | 34  | 2      | 5   | 7   | 25  | Retraité depuis 1984 |
| Wilfrid Paiement | Canada      | AD    | 1981 - 1986    | 325 | 115    | 131 | 246 | 733 | Retraité depuis 1988 |
| Greg Paslawski   | Canada      | AD    | 1991-1992      | 80  | 28     | 17  | 45  | 18  | Retraité depuis 1996 |
| Steve Patrick    | Canada      | A     | 1985-1986      | 30  | 4      | 13  | 17  | 23  | Retraité depuis 1986 |
| Scott Pearson    | Canada      | AG    | 1990 - 1993    | 89  | 25     | 7   | 32  | 195 | Retraité depuis 2007 |
| Michel Petit     | Canada      | D     | 1989 - 1991    | 82  | 16     | 31  | 47  | 262 | Retraité depuis 2002 |
| Robert Picard    | Canada      | D     | 1985 - 1990    | 305 | 27     | 91  | 118 | 311 | Retraité depuis 1990 |
| Dave Pichette    | Canada      | D     | 1980 - 1984    | 208 | 18     | 79  | 97  | 311 | Retraité depuis 1990 |
| Pierre Plante    | Canada      | AD    | 1979-1980      | 69  | 4      | 14  | 18  | 68  | Retraité depuis 1980 |
| Michel Plasse    | Canada      | G     | 1980 - 1982    | 42  | 0      | 2   | 2   | 0   | Mort en 2006         |
| Walt Poddubny    | Canada      | A     | 1988-1989      | 72  | 38     | 37  | 75  | 107 | Mort en 2009         |
| Daniel Poudrier  | Canada      | D     | 1985 - 1988    | 25  | 1      | 5   | 6   | 10  | Retraité depuis 2005 |
| Pat Price        | Canada      | D     | 1982 - 1987    | 288 | 9      | 77  | 86  | 576 | Retraité depuis 1988 |

## Q
| Joueur      | Nationalité | Poste | Saisons jouées | PJ | B / Bl | A  | Pts | Pun | Statut               |
| ----------- | ----------- | ----- | -------------- | -- | ------ | -- | --- | --- | -------------------- |
| Ken Quinney | Canada      | AG    | 1986 - 1991    | 59 | 7      | 13 | 20  | 23  | Retraité depuis 2001 |

## R
| Joueur             | Nationalité        | Poste | Saisons jouées | PJ  | B / Bl | A   | Pts | Pun | Statut               |
| ------------------ | ------------------ | ----- | -------------- | --- | ------ | --- | --- | --- | -------------------- |
| Herb Raglan        | Canada             | AD    | 1990 - 1992    | 77  | 7      | 17  | 24  | 150 | Retraité depuis 1998 |
| Mike Ricci         | Canada             | C     | 1992 - 1995    | 220 | 73     | 102 | 175 | 292 | Retraité depuis 2007 |
| Jacques Richard    | Canada             | C     | 1979 - 1983    | 205 | 82     | 107 | 189 | 151 | Mort en 1992         |
| Jean-Marc Richard  | Canada             | D     | 1987 - 1990    | 5   | 2      | 1   | 3   | 2   | Retraité depuis 2005 |
| Serge Roberge      | Canada             | AD    | 1990-1991      | 9   | 0      | 0   | 0   | 24  | Retraité depuis 2005 |
| Normand Rochefort  | Canada             | D     | 1980 - 1988    | 539 | 37     | 108 | 145 | 508 | Retraité depuis 2005 |
| Jean-Marc Routhier | Canada             | A     | 1989-1990      | 8   | 0      | 0   | 0   | 9   | Retraité depuis 2000 |
| Martin Ručinský    | République tchèque | AG    | 1991 - 1995    | 167 | 32     | 61  | 93  | 129 | Retraité depuis 2015 |
| Andy Rymsha        | Canada             | AD    | 1991-1992      | 6   | 0      | 0   | 0   | 23  | Retraité depuis 2005 |

## S
| Joueur              | Nationalité        | Poste | Saisons jouées | PJ  | B / Bl | A   | Pts  | Pun | Statut                                                                   |
| ------------------- | ------------------ | ----- | -------------- | --- | ------ | --- | ---- | --- | ------------------------------------------------------------------------ |
| Joe Sakic           | Canada             | C     | 1988 - 1995    | 520 | 241    | 396 | 637  | 185 | Retraité depuis 2009                                                     |
| Everett Sanipass    | Canada             | AG    | 1989 - 1991    | 38  | 8      | 8   | 16   | 49  | Retraité depuis 1995                                                     |
| Bernie Saunders     | Canada             | AD    | 1979 - 1981    | 10  | 0      | 1   | 1    | 8   | Retraité depuis 1984                                                     |
| Jean-François Sauvé | Canada             | C     | 1983 - 1987    | 221 | 48     | 99  | 147  | 57  | Retraité depuis 1991                                                     |
| Réginald Savage     | Canada             | AD    | 1993-1994      | 17  | 3      | 4   | 7    | 16  | Retraité depuis 2005                                                     |
| André Savard        | Canada             | C     | 1983 - 1985    | 104 | 32     | 34  | 66   | 48  | Retraité depuis 1985 Penguins de Pittsburgh (LNH) - Assistant-entraîneur |
| Paxton Schulte      | Canada             | AG    | 1993-1994      | 1   | 0      | 0   | 0    | 2   | Retraité depuis 2006                                                     |
| Jaroslav Ševčík     | République tchèque | A     | 1989-1990      | 13  | 0      | 2   | 2    | 2   | Retraité depuis 2001                                                     |
| Brent Severyn       | Canada             | D     | 1989-1990      | 35  | 0      | 2   | 2    | 42  | Retraité depuis 2001                                                     |
| Richard Sévigny     | Canada             | G     | 1984 - 1987    | 35  | 1      | 0   | 0    | 30  | Retraité depuis 1988                                                     |
| Scott Shaunessy     | États-Unis         | D     | 1986 - 1989    | 7   | 0      | 0   | 0    | 23  | Retraité depuis 1999                                                     |
| David Shaw          | Canada             | D     | 1982 - 1987    | 167 | 7      | 38  | 45   | 158 | Retraité depuis 2001                                                     |
| Doug Shedden        | Canada             | C     | 1986-1987      | 16  | 0      | 2   | 2    | 8   | Retraité depuis 1993                                                     |
| Risto Siltanen      | Finlande           | D     | 1985 - 1987    | 95  | 13     | 44  | 57   | 48  | Retraité depuis 1997                                                     |
| Chris Simon         | Canada             | AG    | 1992 - 1995    | 93  | 9      | 15  | 24   | 350 | Retraité depuis 2013                                                     |
| Tommy Sjödin        | Suède              | D     | 1993-1994      | 22  | 1      | 9   | 10   | 18  | Retraité depuis 2008                                                     |
| Louis Sleigher      | Canada             | AD    | 1979 - 1985    | 122 | 31     | 33  | 64   | 127 | Retraité depuis 1986                                                     |
| Doug Smail          | Canada             | A     | 1991-1992      | 46  | 10     | 18  | 28   | 47  | Retraité depuis 1996                                                     |
| John Smrke          | Canada             | A     | 1979-1980      | 30  | 3      | 5   | 8    | 2   | Retraité depuis 1986                                                     |
| Greg Smyth          | Canada             | D     | 1988 - 1992    | 53  | 0      | 3   | 3    | 265 | Retraité depuis 2000                                                     |
| Garth Snow          | États-Unis         | G     | 1993 - 1995    | 8   | 0      | 0   | 0    | 2   | Retraité depuis 2006                                                     |
| Dennis Sobchuk      | Canada             | C     | 1982-1983      | 2   | 1      | 0   | 1    | 2   | Retraité depuis 1983                                                     |
| Anton Šťastný       | Slovaquie          | AG    | 1980 - 1989    | 716 | 272    | 416 | 688  | 181 | Retraité depuis 1994                                                     |
| Marián Šťastný      | Slovaquie          | AD    | 1981 - 1985    | 281 | 103    | 160 | 263  | 96  | Retraité depuis 1987                                                     |
| Peter Šťastný       | Slovaquie          | C     | 1980 - 1990    | 801 | 404    | 725 | 1129 | 793 | Retraité depuis 1995                                                     |
| Blair Stewart       | Canada             | A     | 1979-1980      | 30  | 8      | 6   | 14   | 15  | Retraité depuis 1981                                                     |
| John Stewart        | Canada             | C     | 1979-1980      | 2   | 0      | 0   | 0    | 0   | Retraité depuis 1982                                                     |
| Paul Stewart        | États-Unis         | AG    | 1979-1980      | 21  | 2      | 0   | 2    | 74  | Retraité depuis 1983                                                     |
| Trevor Stienburg    | Canada             | AD    | 1985 - 1989    | 72  | 8      | 4   | 12   | 161 | Retraité depuis 1994                                                     |
| Mats Sundin         | Suède              | C     | 1990 - 1994    | 330 | 138    | 200 | 338  | 323 | Retraité depuis 2008                                                     |
| Ron Sutter          | Canada             | C     | 1993-1994      | 37  | 9      | 13  | 22   | 44  | Retraité depuis 2001                                                     |

## T
| Joueur            | Nationalité | Poste | Saisons jouées | PJ  | B / Bl | A   | Pts | Pun | Statut               |
| ----------------- | ----------- | ----- | -------------- | --- | ------ | --- | --- | --- | -------------------- |
| Christian Tanguay | Canada      | A     | 1981-1982      | 2   | 0      | 0   | 0   | 0   | Retraité depuis 1998 |
| John Tanner       | Canada      | G     | 1989 - 1992    | 21  | 1      | 0   | 0   | 6   | Retraité depuis 1997 |
| Marc Tardif       | Canada      | AG    | 1979 - 1983    | 294 | 118    | 133 | 251 | 174 | Retraité depuis 1983 |
| Mikhail Tatarinov | Russie      | D     | 1991 - 1993    | 94  | 13     | 33  | 46  | 100 | Retraité depuis 1994 |
| Greg Tebbutt      | Canada      | D     | 1979-1980      | 2   | 0      | 1   | 1   | 4   | Retraité depuis 1988 |
| Gaston Therrien   | Canada      | D     | 1980 - 1983    | 31  | 0      | 9   | 9   | 16  | Retraité depuis 1991 |
| Jocelyn Thibault  | Canada      | G     | 1993 - 1995    | 50  | 1      | 0   | 0   | 2   | Retraité depuis 2008 |
| Reg Thomas        | Canada      | C     | 1979-1980      | 39  | 9      | 7   | 16  | 6   | Retraité depuis 1984 |
| John Tonelli      | Canada      | C     | 1991-1992      | 19  | 2      | 4   | 6   | 14  | Retraité depuis 1992 |
| Tim Tookey        | Canada      | A     | 1982-1983      | 12  | 1      | 6   | 7   | 4   | Retraité depuis 1995 |
| Ron Tugnutt       | Canada      | G     | 1987 - 1992    | 153 | 1      | 4   | 4   | 4   | Retraité depuis 2004 |
| Tony Twist        | Canada      | AG    | 1990 - 1994    | 151 | 0      | 7   | 7   | 433 | Retraité depuis 1999 |

## V
| Joueur            | Nationalité | Poste | Saisons jouées | PJ  | B / Bl | A  | Pts | Pun | Statut               |
| ----------------- | ----------- | ----- | -------------- | --- | ------ | -- | --- | --- | -------------------- |
| John Van Boxmeer  | Canada      | D     | 1983-1984      | 18  | 5      | 3  | 8   | 12  | Retraité depuis 1984 |
| Wayne Van Dorp    | Canada      | AG    | 1990 - 1992    | 28  | 4      | 5  | 9   | 139 | Retraité depuis 1995 |
| Yvon Vautour      | Canada      | A     | 1984-1985      | 5   | 0      | 0  | 0   | 2   | Retraité depuis 1990 |
| Randy Velischek   | Canada      | D     | 1990 - 1992    | 117 | 4      | 13 | 17  | 64  | Retraité depuis 1995 |
| Mark Vermette     | Canada      | AD    | 1988 - 1992    | 67  | 5      | 13 | 18  | 33  | Retraité depuis 1994 |
| Daniel Vincelette | Canada      | AG    | 1989 - 1991    | 27  | 0      | 2  | 2   | 63  | Retraité depuis 1997 |

## W
| Joueur        | Nationalité | Poste | Saisons jouées | PJ  | B / Bl | A  | Pts | Pun | Statut               |
| ------------- | ----------- | ----- | -------------- | --- | ------ | -- | --- | --- | -------------------- |
| Ed Ward       | Canada      | AD    | 1993-1994      | 7   | 1      | 0  | 1   | 5   | Retraité depuis 2002 |
| Wally Weir    | Canada      | D     | 1979 - 1984    | 295 | 19     | 40 | 59  | 631 | Retraité depuis 1986 |
| John Wensink  | Canada      | AG    | 1980-1981      | 56  | 6      | 3  | 9   | 124 | Retraité depuis 1983 |
| Brad Werenka  | Canada      | D     | 1993-1994      | 11  | 0      | 7  | 7   | 8   | Retraité depuis 2001 |
| Blake Wesley  | Canada      | D     | 1982 - 1985    | 138 | 8      | 20 | 28  | 217 | Retraité depuis 1988 |
| Craig Wolanin | États-Unis  | D     | 1989 - 1995    | 299 | 18     | 48 | 66  | 356 | Retraité depuis 1999 |

## Y
| Joueur      | Nationalité | Poste | Saisons jouées | PJ  | B / Bl | A  | Pts | Pun | Statut               |
| ----------- | ----------- | ----- | -------------- | --- | ------ | -- | --- | --- | -------------------- |
| Scott Young | États-Unis  | AD    | 1992 - 1995    | 218 | 81     | 80 | 161 | 50  | Retraité depuis 2006 |

## Z
| Joueur         | Nationalité | Poste | Saisons jouées | PJ | B / Bl | A | Pts | Pun | Statut               |
| -------------- | ----------- | ----- | -------------- | -- | ------ | - | --- | --- | -------------------- |
| Richard Zemlak | Canada      | A     | 1986-1987      | 20 | 0      | 2 | 2   | 47  | Retraité depuis 1994 |